# Gemmuloborsonia jarrigei
Gemmuloborsonia jarrigei é uma espécie de gastrópode do gênero Gemmuloborsonia, pertencente a família Turridae.